# Sophie Thompson

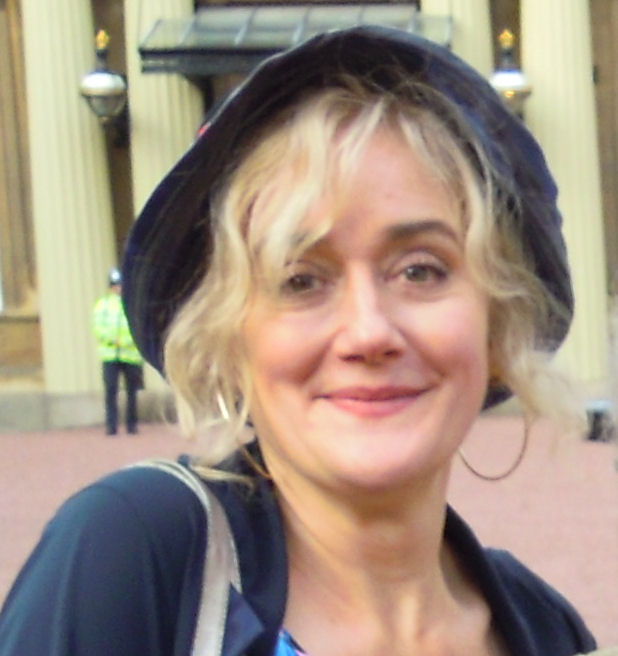
Sophie Thompson 2014.

Sophie Thompson, född 20 januari 1962 i London, är en brittisk skådespelerska. Hon är dotter till Eric Thompson och Phyllida Law, och därmed syster till Emma Thompson. Sophie Thompson är gift med skådespelaren Richard Lumsden.

## Filmer och TV-serier i urval
- 1994 – Fyra bröllop och en begravning
- 1995 – Övertalning
- 1996 – Emma
- 2001 – Gosford Park
- 2002 – Nicholas Nickleby
- 2007 – Ett rum med utsikt
- 2010 – Harry Potter och dödsrelikerna – Del 1